# Tasiilaq
Tasiilaq (antigamente: Ammassalik ou Angmagssalik) é uma cidade no município de Sermersooq, sudeste da Gronelândia. Com 1 829 habitantes em 2024, é o assentamento mais populoso na costa leste do país. A Estação Sermilik dedicada à pesquisa, está situada próximo da cidade.

## História
Foi fundada em 1894, pelo dinamarquês Gustav Holm, como estação de comércio e de atividade missionária, num local onde havia uma população indígena.

## Geografia
Está situada no sudeste da ilha de Ammassalik, junto a um fiorde.

## Idioma
Os habitantes de Tasiilaq falam o gronelandês oriental (tunumiisut).

## Economia
As principais actividades económicas de Tasiilaq são a pesca e a exportação de peles de foca. Os serviços públicos, a administração e o turismo têm igualmente grande importância.

## Transporte

### Aéreo
Tasiilaq tem ligação por helicóptero ao aeroportol de Kulusuk, o qual  é servido pela Air Greenland e pela Air Iceland, oferecendo vários voos semanais para Nuuk e para a Islândia.          

### Marítimo
Durante o verão e o outono, a Royal Artic Line opera navios de contentores com casco reforçado de duas em duas semanas.

## População
Tasiilaq é um dos assentamentos que mais cresce na Gronelândia, isto porque alguns habitantes dos assentamentos menores migram para a cidade. Juntamente com Nuuk, Tasiilaq é o único assentamento que possuí padrões de crescimento populacional estáveis ao longo das duas últimas décadas. A população de Tasiilaq aumentou mais de 31% em relação a 1990 e mais de 13% em relação a 2000.

### Clima
Tasiilaq possui um clima de tundra, com um longo, frio e inverno com muita neve e um verão curto e ameno. Vez por outra a cidade é afetada pelo piteraqs, uma espécia de Vento catabático que se origina no Manto de gelo da Gronelândia e é capaz de provocar sérios estragos na cidade.
| Dados climatológicos para Tasiliaq (1981-2010 médias) | Dados climatológicos para Tasiliaq (1981-2010 médias) | Dados climatológicos para Tasiliaq (1981-2010 médias) | Dados climatológicos para Tasiliaq (1981-2010 médias) | Dados climatológicos para Tasiliaq (1981-2010 médias) | Dados climatológicos para Tasiliaq (1981-2010 médias) | Dados climatológicos para Tasiliaq (1981-2010 médias) | Dados climatológicos para Tasiliaq (1981-2010 médias) | Dados climatológicos para Tasiliaq (1981-2010 médias) | Dados climatológicos para Tasiliaq (1981-2010 médias) | Dados climatológicos para Tasiliaq (1981-2010 médias) | Dados climatológicos para Tasiliaq (1981-2010 médias) | Dados climatológicos para Tasiliaq (1981-2010 médias) | Dados climatológicos para Tasiliaq (1981-2010 médias) |
| Mês                                                   | Jan                                                   | Fev                                                   | Mar                                                   | Abr                                                   | Mai                                                   | Jun                                                   | Jul                                                   | Ago                                                   | Set                                                   | Out                                                   | Nov                                                   | Dez                                                   | Ano                                                   |
| ----------------------------------------------------- | ----------------------------------------------------- | ----------------------------------------------------- | ----------------------------------------------------- | ----------------------------------------------------- | ----------------------------------------------------- | ----------------------------------------------------- | ----------------------------------------------------- | ----------------------------------------------------- | ----------------------------------------------------- | ----------------------------------------------------- | ----------------------------------------------------- | ----------------------------------------------------- | ----------------------------------------------------- |
| Temperatura máxima recorde (°C)                       | 9,8                                                   | 15,2                                                  | 15,1                                                  | 15,2                                                  | 17,9                                                  | 25,3                                                  | 25,2                                                  | 25,2                                                  | 21,2                                                  | 19,3                                                  | 21,6                                                  | 12,2                                                  | 25,3                                                  |
| Temperatura máxima média (°C)                         | −4,0                                                  | −4,0                                                  | −3,6                                                  | 0,4                                                   | 4,0                                                   | 7,9                                                   | 10,3                                                  | 9,9                                                   | 6,7                                                   | 2,2                                                   | −0,9                                                  | −2,7                                                  | 2,2                                                   |
| Temperatura média (°C)                                | −6,8                                                  | −7,1                                                  | −7,0                                                  | −3,3                                                  | 0,9                                                   | 4,4                                                   | 6,6                                                   | 6,7                                                   | 3,9                                                   | −0,2                                                  | −3,2                                                  | −5,5                                                  | −0,9                                                  |
| Temperatura mínima média (°C)                         | −9,7                                                  | −10,3                                                 | −10,4                                                 | −6,9                                                  | −2,3                                                  | 0,9                                                   | 2,9                                                   | 3,3                                                   | 1,1                                                   | −2,6                                                  | −5,5                                                  | −8,2                                                  | −4,0                                                  |
| Temperatura mínima recorde (°C)                       | −30,3                                                 | −30,7                                                 | −32,0                                                 | −25,4                                                 | −15,7                                                 | −8,6                                                  | −3,5                                                  | −5,7                                                  | −7,6                                                  | −18,3                                                 | −25,2                                                 | −29,6                                                 | −32                                                   |
| Precipitação (mm)                                     | 103,0                                                 | 87,3                                                  | 87,6                                                  | 69,4                                                  | 57,0                                                  | 35,0                                                  | 45,7                                                  | 66,9                                                  | 78,7                                                  | 71,8                                                  | 91,3                                                  | 86,8                                                  | 880,5                                                 |
| Dias com precipitação                                 | 12,5                                                  | 11,2                                                  | 11,5                                                  | 9,7                                                   | 8,4                                                   | 5,9                                                   | 6,2                                                   | 8,1                                                   | 9,3                                                   | 9,3                                                   | 10,8                                                  | 10,8                                                  | 113,7                                                 |
| Insolação (h)                                         | 1                                                     | 34                                                    | 116                                                   | 162                                                   | 188                                                   | 234                                                   | 245                                                   | 189                                                   | 144                                                   | 55                                                    | 10                                                    | 0                                                     | 1 378                                                 |
| Fonte:                                                |                                                       |                                                       |                                                       |                                                       |                                                       |                                                       |                                                       |                                                       |                                                       |                                                       |                                                       |                                                       |                                                       |
| Fonte 2:                                              |                                                       |                                                       |                                                       |                                                       |                                                       |                                                       |                                                       |                                                       |                                                       |                                                       |                                                       |                                                       |                                                       |

## Desporto
A cidade é sede do clube ATA Tasiilaq (futebol).

## Galeria

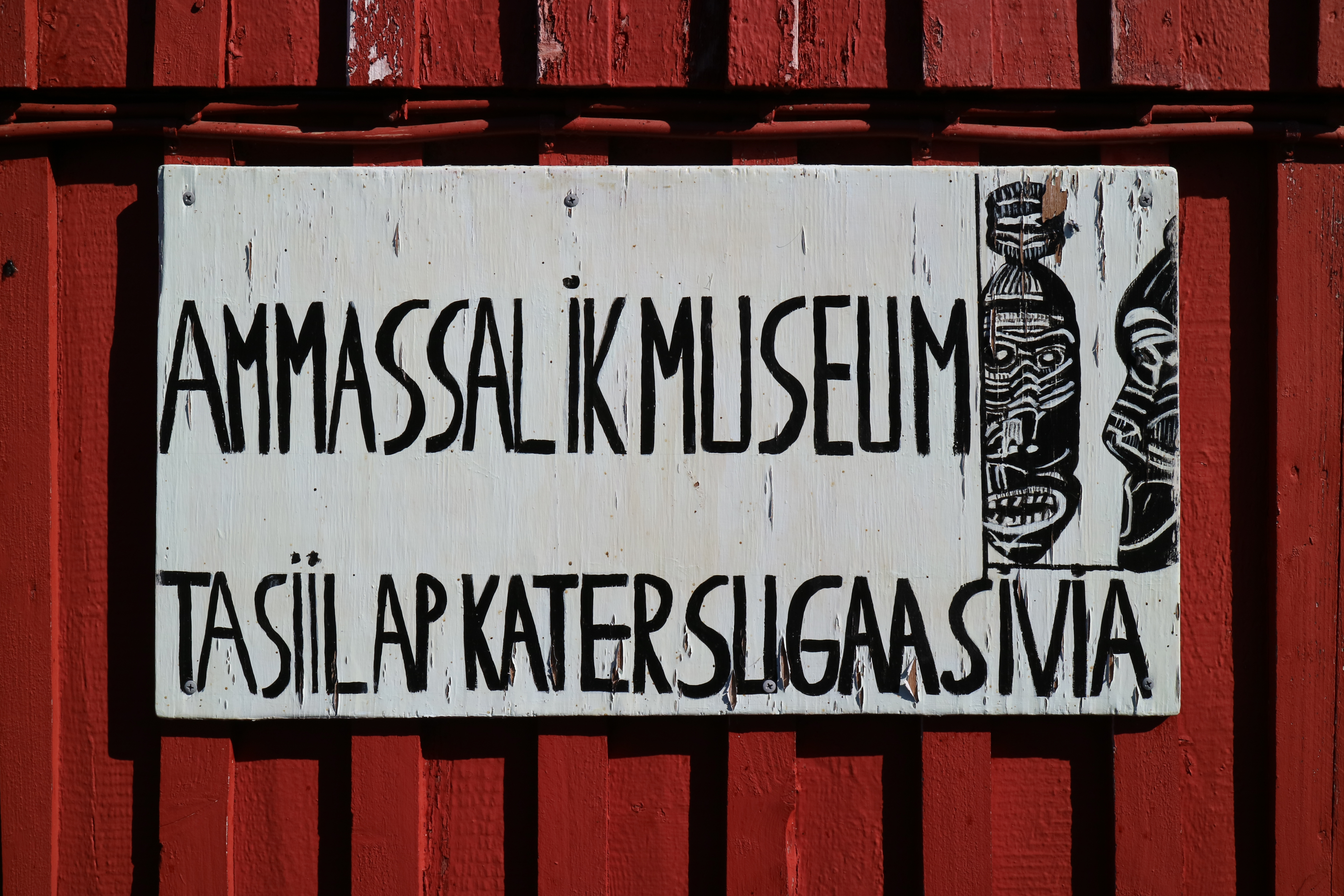
O Museu de Ammassalik
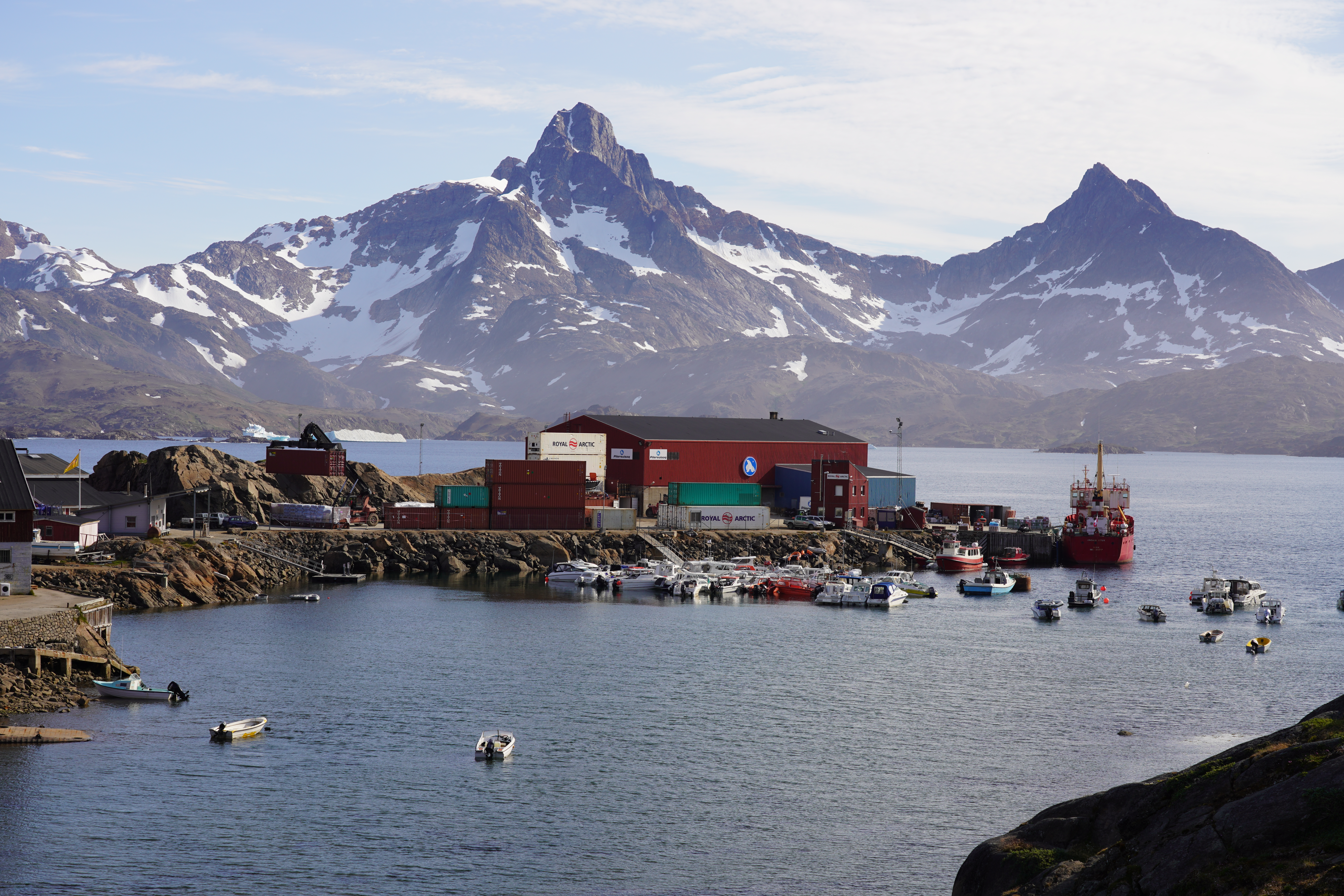
O porto de Tassiilaq
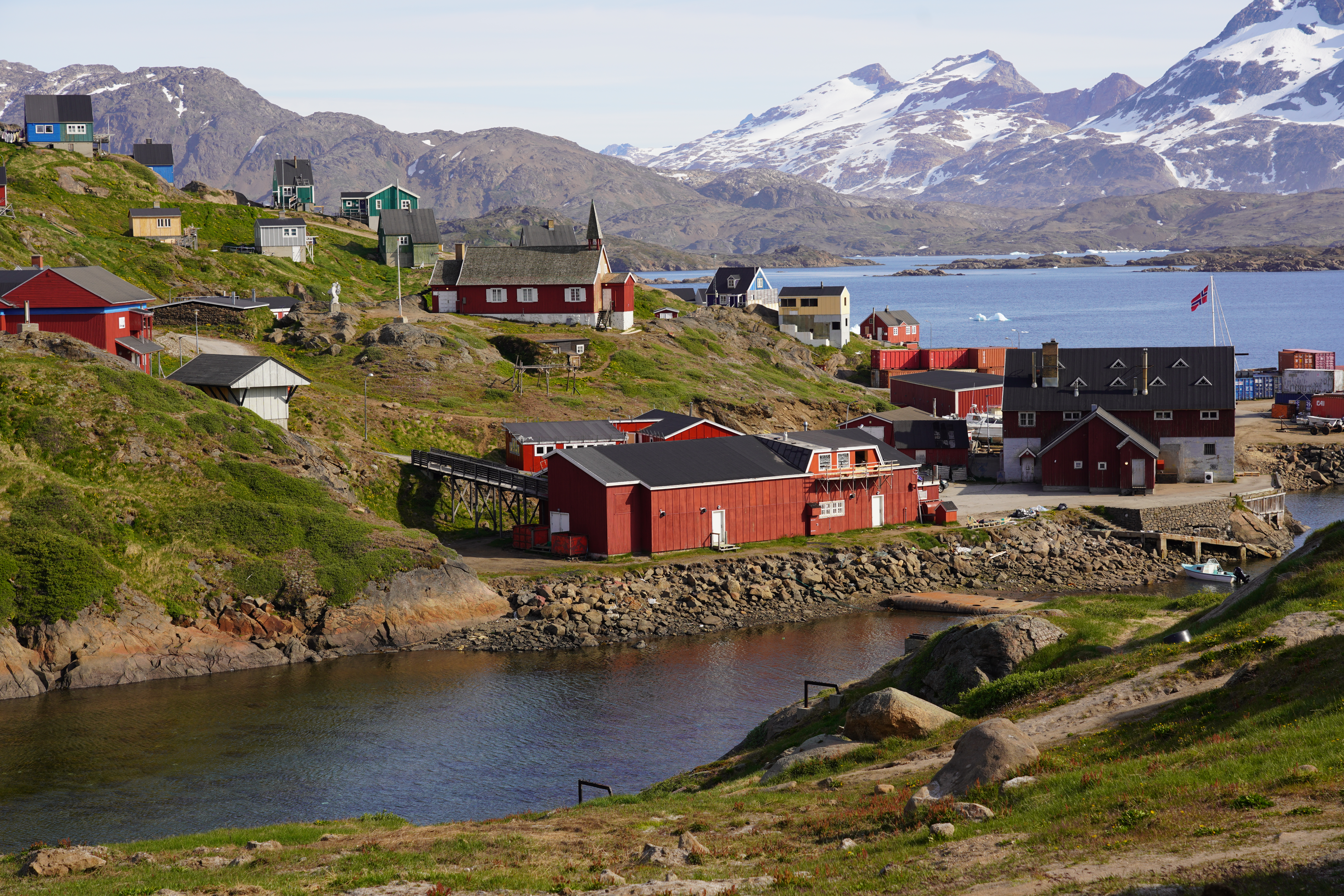
Vista da cidade
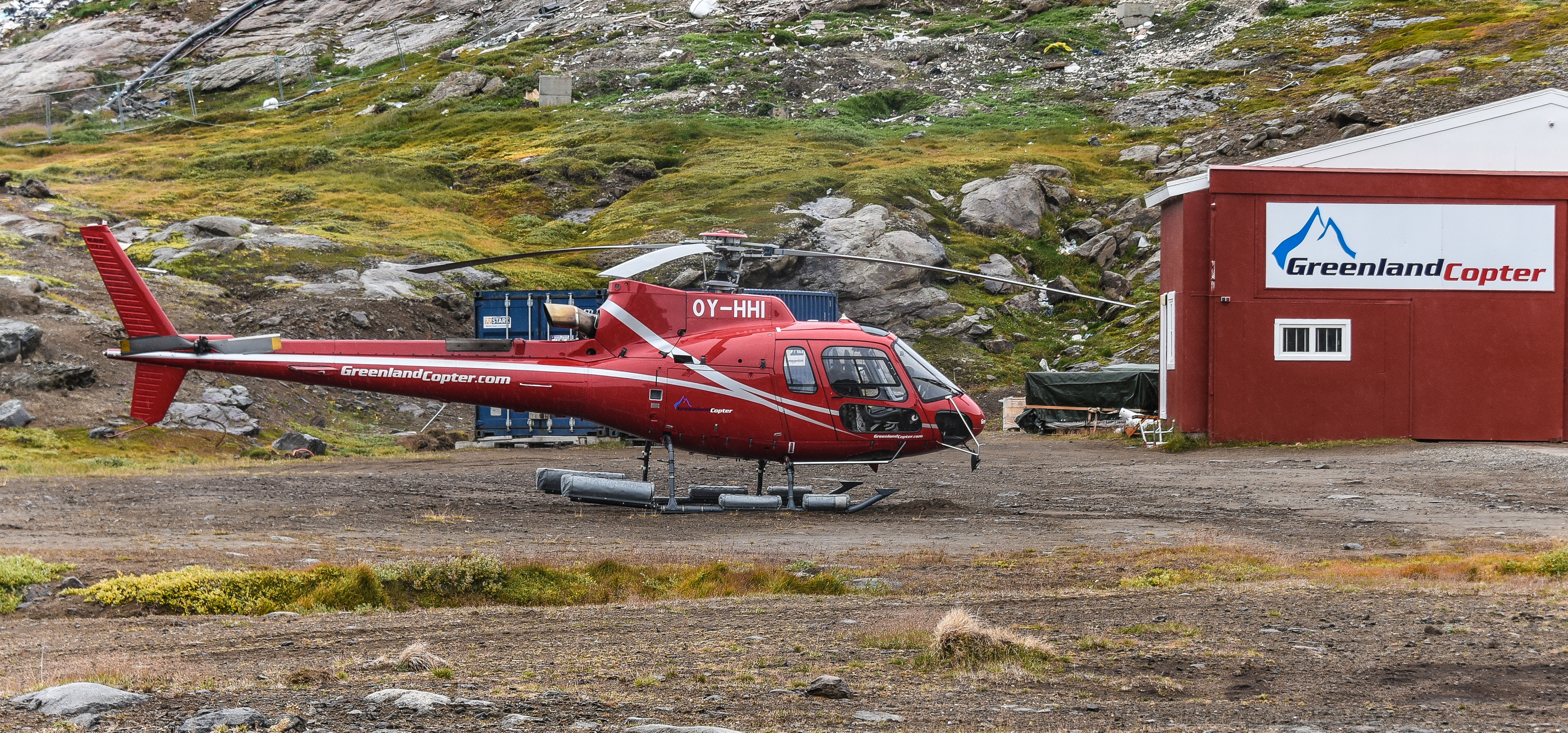
O heliporto de Tassiilaq